# Michael MacKenzie
Michael MacKenzie, né le 13 septembre 1983 à Windhoek en Namibie, est un joueur de rugby à XV namibien. 

## Biographie
Il joue avec l'équipe de Namibie entre 2004 et 2007, évoluant au poste de troisième ligne aile. Il mesure 1,83 m et pèse 95 kg. Il fait partie de la sélection de Namibie sélectionnée pour la coupe du monde 2007 en France.

## Clubs
- United  Namibie 2006-2007

## Équipe de Namibie
- 8 sélections avec l'équipe de Namibie
- 1er test match le 25 septembre 2004 contre le Zimbabwe
- dernier match le 22 septembre 2007 contre l'Argentine
- Sélections par année : 2 en 2004, 2 en 2006, 4 en 2007
- Coupe du monde :
  - 2007 : 3 matchs, 2 comme titulaire (Irlande, France, Argentine)